# Andoni Ituarte
Andoni Ituarte Txopitea (* 20. August 1919; † zwischen 2003 und 2013) war ein venezolanischer Radrennfahrer.

## Sportliche Laufbahn
Ituarte war im Bahnradsport aktiv und Teilnehmer der Olympischen Sommerspiele 1952 in Helsinki. Der Bahnvierer aus Venezuela wurde mit Luis Toro, Danilo Heredia, Andoni Ituarte und Ramón Echegaray in der Mannschaftsverfolgung auf dem 20. Platz klassiert. Im 1000-Meter-Zeitfahren belegt er beim Sieg von Russell Mockridge den 15. Rang.
Bei den Panamerikanischen Spielen 1951 in Buenos Aires gewann er die Bronzemedaille in der Mannschaftsverfolgung.